# 第306施設隊
第306施設隊（だいさんまるろくしせつたい）は、松本駐屯地（長野県 松本市）に駐屯する第1施設団隷下の施設科部隊である。

## 概要
隊長は2等陸佐で、数個の施設小隊等から編成される。

## 沿革
- 2001年（平成13年） 3月26日：第306施設隊を松本駐屯地に新編。これに伴い、第5施設群第353施設中隊は、高田駐屯地へ移駐。
- 2002年（平成14年） 3月27日：後方支援体制移行に伴い、整備部門を東部方面後方支援隊第102施設直接支援大隊第1直接支援隊に移管。
- 2025年（令和07年）3月24日：1個施設小隊（施設小隊（C）「機動支援」）を廃止。

## 整備支援部隊
- 東部方面後方支援隊第102施設直接支援大隊1直接支援隊「102施直支-1直」（松本駐屯地）：2002年（平成14年）3月27日から